# Amadou Sabo
Mahamadou Amadou Sabo (ur. 30 maja 2000 w Oumbie) – nigerski piłkarz grający na pozycji ofensywnego pomocnika. Od 2025 jest zawodnikiem klubu FK Sūduva.

## Kariera klubowa
Swoją karierę piłkarską Sabo rozpoczął w klubie AS SONIDEP. W sezonie 2017/2018 zadebiutował w jego barwach w pierwszej lidze nigerskiej. Wraz Z AS SONIDEP dwukrotnie został mistrzem kraju w sezonach 2017/2018 i 2018/2019 oraz zdobył Puchar Nigru w 2019 roku.
Latem 2020 Sabo przeszedł do tunezyjskiego CA Bizertin. Swój debiut w nim zaliczył 20 grudnia 2020 w przegranym 0:1 wyjazdowym meczu z ES Métlaoui. W CA Bizertin grał przez rok.
Latem 2021 Sabo został piłkarzem Club Africain. Swój debiut w nim zanotował 16 października 2021 w zremisowanym 1:1 domowym meczu z AS Rejiche.

## Kariera reprezentacyjna
W reprezentacji Nigru Sabo zadebiutował 5 czerwca 2021 w wygranym 2:0 meczu Mistrzostw Narodów Afryki 2020 z Gambią, rozegranym w Manavgat.